# حزب سعادت
حزب سعادت (به ترکی: Saadet Partisi, SAADET) یک حزب سیاسی اسلامگرا در ترکیه است. این حزب در سال ۲۰۰۱ تأسیس شد و عمدتاً توسط مسلمانان محافظه‌کار ترکیه حمایت می‌شد.
این حزب در ۲۰ ژوئیهٔ ۲۰۰۱ پس از ممنوعیت حزب فضیلت (FP) توسط دادگاه قانون اساسی تأسیس شد. در حالی که شاخهٔ اصلاح‌طلب حزب فضیلت در ادامه حزب عدالت و توسعه (AKP) را تشکیل داد، تندروهای آن نیز حزب سعادت را تأسیس کردند. اگرچه سعادت حزبی اسلام‌گرا است، اما پلتفرم سیاست‌گذاری آن کل گسترهٔ مسائل سیاسی ترکیه را پوشش می‌دهد.
پایگاه رأی حزب سعادت با موفقیت دولت اسلامگرای میانه‌روی حزب عدالت و توسعه تضعیف شده است. این کشور بارها تمایل دولت ترکیه برای پیوستن به اتحادیهٔ اروپا و رابطه با اسرائیل و ایالات متحده را محکوم کرده است. این حزب معتقد است که ترکیه باید موضع نظامی و سیاست خارجی خود را برای مقابله با آنچه که تهدیدات فزایندهٔ غرب علیه همهٔ کشورهای مسلمان تطبیق دهد. پلتفرم حزب به‌شدت حول محور عقاید و فلسفهٔ نجم‌الدین اربکان شکل گرفته است.

## تاریچه
حزب سعادت از نظر انتخاباتی چندان موفق نبوده است و در انتخابات سراسری سال ۲۰۰۲ تنها ۲/۵ درصد از آرا را به دست آورد و در نتیجه نتوانست از حد نصاب ۱۰ درصدی لازم برای کسب نمایندگی در مجلس ملی کبیر ترکیه عبور کند. حضور سعادت در انتخابات محلی ۲۹ مارس ۲۰۰۴ کمی موفقیت‌آمیزتر بود و توانست ۴/۱ درصد آرا و تعدادی از شهرداری‌ها را به دست آورد، اگرچه هیچ‌کدام از اهمیت خاصی برخوردار نبود. در انتخابات ۲۰۱۱ آرای حزب سعادت به ۱/۲۴ درصد کاهش یافت. در طول این دوران، رجایی کوتان (از ۲۰ ژوئیهٔ ۲۰۰۱ تا ۱۱ مه ۲۰۰۳ و دوباره از ۳۰ ژانویهٔ ۲۰۰۴ تا ۲۹ مارس ۲۰۰۸)، نجم‌الدین اربکان (از ۱۱ مه ۲۰۰۳ تا ۳۰ ژانویهٔ ۲۰۰۴ و دوباره از ۱۷ اکتبر ۲۰۱۰ تا زمان مرگش در ۲۷ فوریهٔ ۲۰۱۰) و نعمان کورتولموش (از ۲۶ اکتبر ۲۰۰۸ تا ۱ اکتبر ۲۰۱۰) رهبر بودند. سعادت در انتخابات ژوئن ۲۰۱۵ توانست ۲/۰۶ درصد آرا را به دست بیاورد.

### ائتلاف ملی
حزب سعادت در تدارک برای انتخابات سراسری ژوئن ۲۰۱۵ اعلام کرد که آمادهٔ مذاکره برای ائتلاف انتخاباتی با احزاب دیگری مانند حزب اتحاد بزرگ (BBP) و حزب بزرگتر حرکت ملی ترکیه (MHP) است. اگرچه حزب حرکت ملی بعداً اعلام کرد که مایل به تشکیل ائتلاف انتخاباتی نیست، حزب سعادت (SP) و حزب اتحاد بزرگ برای افزایش شانس خود برای عبور از حد نصاب انتخاباتی ۱۰ درصدی برای کسب نمایندگی در پارلمان، بر سر یک ائتلاف جدید به توافق رسیدند. ائتلاف جدید، ائتلاف ملی (به ترکی: Millî İttifak) نام گرفت.
حزب ملت و عدالت (MİLAD) نیز تمایل خود را برای پیوستن به این ائتلاف اعلام کرد، اما زمانی که آن‌ها تنها در ۴ حوزهٔ انتخاباتی در فهرست نامزدها رتبه‌های برتر را کسب کردند، حزب ملت و عدالت به دلیل عدم ارسال به موقع لیست‌های احزاب خود به شورای عالی انتخابات، کنار رفت و نتوانست در انتخابات شرکت کند.
فهرست نامزدها به گونه‌ای تنظیم شد که در حوزه‌های انتخابیه‌ای که در سال ۲۰۱۱ در آن‌ها نامزدهای حزب اتحاد بزرگ آرای بیشتری نسبت به حزب سعادت به دست آوردند، در صدر قرار گرفتند، و از طرف دیگر نیز در استان‌هایی که حزب سعادت در سال ۲۰۱۱ بر حزب اتحاد بزرگ غلبه کرده بود نامزدهای سعادت در صدر قرار گرفتند. این بدان معناست که در ۵۵ استان یک نامزد سعادت در صدر فهرست قرار داده شد، در حالی که در ۳۰ استان دیگر یک نامزد حزب اتحاد بزرگ در صدر فهرست قرار گرفت. جایگاه‌های باقی‌مانده متناوباً بین نامزدهای سعادت و حزب اتحاد بزرگ متغیر بودند. مصطفی کامالاک، رهبر سعادت به عنوان نامزد اول برای حوزهٔ انتخابیهٔ اول استانبول انتخاب شد، در حالی که مصطفی دستیجی، رهبر اتحاد بزرگ به عنوان نامزد اول برای حوزهٔ انتخابیهٔ دوم آنکارا انتخاب شد.

### ائتلاف ملت
حزب سعادت در انتخابات سراسری ۲۰۱۸ به همراه حزب جمهوری‌خواه خلق (CHP)، حزب خوب (İYİ) و حزب دموکرات (DP) در ائتلاف ملت شرکت کرد.
در سال ۲۰۲۲، حزب در ایجاد میز شش‌جانبه شرکت کرد که ائتلافی از ۶ حزب سعادت، خوب، جمهوری‌خواه خلق، دموکرات، دموکراسی و پیشرفت، و جوانان بود که با هدف عبور از اردوغان و تأسیس دولت پس از او تأسیس شد. در انتخابات پارلمانی ۲۰۲۳ حزب جمهوری‌خواه خلق ۱۰ نماینده از فهرست خود را به حزب داد و در مقابل حزب سعادت از نامزدی کمال قلیچ‌داراوغلو در انتخابات ریاست جمهوری سال ۲۰۲۳ حمایت کرد.

### پس از ۲۰۲۳
در ۶ ژوئیهٔ ۲۰۲۳، حزب سعادت و حزب آینده زیر پرچم حزب سعادت یک گروه پارلمانی تشکیل دادند و در انتخابات محلی ۲۰۲۴ در یک ائتلاف انتخاباتی به نام ائتلاف سعادت و آینده (به ترکی: Saadet ve Gelecek İttifakı) به رقابت پرداختند. سعادت ۱/۰۹ درصد و آینده ۰/۰۷ درصد از آرای رأی‌دهندگان را به دست آوردند.

## مواضع سیاسی
حزب سعادت هم به عنوان یک حزب سیاسی و هم به عنوان یک سازمان اجتماعی عظیم فعالیت می‌کند. این حزب تقریباً در هر منطقه، شهرک و شهر ترکیه شعبه‌های حزبی دارد.
حزب سعادت در گذشته، تظاهراتی را در مورد طیف وسیعی از مسائل سازماندهی کرده که اغلب ده‌ها هزار شرکت‌کننده در آن شرکت داشتند. هزاران معترض به تظاهرات سازماندهی‌شدهٔ حزب سعادت علیه حملهٔ آمریکا به فلوجه در سال ۲۰۰۴، علیه کاریکاتورهای محمد در روزنامه‌های سراسر جهان و نیز علیه تهاجم اسرائیل به غزه در طول درگیری اسرائیل-غزه ۲۰۰۸–۲۰۰۹ پیوستند. حزب سعادت از دولت ترامپ به دلیل حملات علیه نیروهای ایرانی انتقاد کرده و هم ترور جمال خاشقجی و هم ترور قاسم سلیمانی را محکوم کرده است.
حزب سعادت به دلیل اظهارنظرها و سفرهای مصطفی کامالاک رهبر سابق این حزب به ایران، توسط مفسران عرب و طرفداران دولت اردوغان، به تعقیب مواضع طرفدار ایران متهم شده است.

## رهبران حزب
| #   | Leader (Birth–Death)        | Portrait | Took office                                     | Left office    |
| --- | --------------------------- | -------- | ----------------------------------------------- | -------------- |
| ۱   | رجایی کوتان (۱۹۳۰–۲۰۲۴)     |          | ۲۰ ژوئیهٔ ۲۰۰۱                                   | ۱۱ مه ۲۰۰۳     |
| ۲   | نجم‌الدین اربکان (۱۹۲۶–۲۰۱۱) |          | ۱۱ مه ۲۰۰۳                                      | ۳۰ ژانویهٔ ۲۰۰۴ |
| (۱) | رجایی کوتان (۱۹۳۰–۲۰۲۴)     |          | ۸ آوریل ۲۰۰۶ (مسئولیت اجرایی از ۳۰ ژانویهٔ ۲۰۰۴) | ۲۶ اکتبر ۲۰۰۸  |
| ۳   | نعمان کورتولموش (۱۹۵۹–)     |          | ۲۶ اکتبر ۲۰۰۸                                   | ۱۷ اکتبر ۲۰۱۰  |
| (۲) | نجم‌الدین اربکان (۱۹۲۶–۲۰۱۱) |          | ۱۷ اکتبر ۲۰۱۰                                   | ۲۷ فوریهٔ ۲۰۱۱  |
| ۴   | مصطفی کامالاک (۱۹۴۸–)       |          | ۵ مارس ۲۰۱۱                                     | ۳۰ اکتبر ۲۰۱۶  |
| ۵   | تمل کرم‌الله‌اوغلو (۱۹۴۱–)    |          | ۳۰ اکتبر ۲۰۱۶                                   | ۲۷ نوامبر ۲۰۲۴ |
| ۶   | محمود آریکان (۱۹۷۷–)        |          | ۲۷ نوامبر ۲۰۲۴                                  | بر سر کار      |

## عملکرد انتخاباتی

### انتخابات‌های پارلمانی
| سال         | رهبر             | آراء                             | %                                | کرسی‌ها    | +/- | موضع                |
| ----------- | ---------------- | -------------------------------- | -------------------------------- | --------- | --- | ------------------- |
| ۲۰۰۲        | رجایی کوتان      | ۷۸۵٬۴۸۹                          | ۲/۴۹ (#۸)                        | ۰ از ۵۵۰  |     | Extra-parliamentary |
| ۲۰۰۷        | رجایی کوتان      | ۸۲۰٬۲۸۹                          | ۲/۳۴ (#۶)                        | ۰ از ۵۵۰  | ۰   | Extra-parliamentary |
| ۲۰۱۱        | مصطفی کامالاک    | ۵۴۳٬۴۵۴                          | ۱/۲۷ (#۴)                        | ۰ از ۵۵۰  | ۰   | Extra-parliamentary |
| ژوئن ۲۰۱۵   | مصطفی کامالاک    | ۹۴۹٬۱۷۸                          | ۲/۰۶ (#۵)                        | ۰ از ۵۵۰  | ۰   | Extra-parliamentary |
| نوامبر ۲۰۱۵ | مصطفی کامالاک    | ۳۲۵٬۹۷۸                          | ۰/۶۸ (#۵)                        | ۰ از ۵۵۰  | ۰   | Extra-parliamentary |
| ۲۰۱۸        | تمل کرم‌الله‌اوغلو | ۶۷۲٬۱۳۹                          | ۱/۳۴ (#۶)                        | ۲ از ۶۰۰  | ۲   | اپوزیسیون           |
| ۲۰۲۳        | تمل کرم‌الله‌اوغلو | شرکت در فهرست حزب جمهوری‌خواه خلق | شرکت در فهرست حزب جمهوری‌خواه خلق | ۱۰ از ۶۰۰ | ۸   | اپوزیسیون           |